# 우리가 사랑하는 순간들
우리가 사랑하는 순간들은 JTV MAGIC FM의 라디오 음악/예능 프로그램이다.

## 진행자
- 노소정 아나운서

## 주파수
- 전주, 익산, 군산, 김제, 남원, 정읍, 순창, 고창, 무주, 부안, 완주, 임실, 장수, 진안 - 90.1 Mhz